# Walenty Weychan
Walenty Weychan (ur. 1791, zm. po 1843) – polski wojskowy.
Pochodził z rodziny notowanej w Polsce na przełomie XVII i XVIII wieku. Był synem Tomasza, kuśnierza. Służył w Armii Księstwa Warszawskiego. Brał udział w kampanii 1812 roku. Odznaczony złotym krzyżem Virtuti Militari i Znakiem Honorowym. Został nobilitowany po 1836 roku.
Jego młodszy bratem był Marceli (1796–1890), ostatni kanonik kapituły w Środzie Wielkopolskiej.